# Eleoenai Tompte
Eleoenai Tompte (* 18. Januar 1999) ist ein zentralafrikanisch-ghanaischer Fußballspieler.

## Karriere

### Verein
Tompte begann seine Karriere bei SPAL Ferrara. Im Dezember 2017 wechselte er zum Viertligisten Rimini FC. Für Rimini spielte er bis zum Ende der Saison 2017/18 fünfmal in der Serie D. Mit dem Klub stieg er zu Saisonende in die Serie C auf. Nach dem Aufstieg blieb er allerdings in der vierten Liga und wechselte zur Saison 2018/19 zur US Avellino 1912. Für Avellino kam er zu 14 Einsätzen in der Serie D, auch mit diesem Verein stieg er in die dritte Liga auf.
Den Aufstieg machte Tompte aber erneut nicht mit, zur Saison 2019/20 wechselte der Angreifer nach Ghana zum Golden Kick SC. Zur Saison 2020/21 kehrte er nach Italien zurück, wo er zum Viertligisten ASDP Santa Maria Cilento wechselte. Für Santa Maria spielte er zwölfmal in der Serie D. Zur Saison 2021/22 wechselte der Offensivmann nach Tschechien zum Drittligisten Povltavska FA. Für Povltavska spielte er bis zur Winterpause fünfmal in der ČFL.
Im Februar 2022 zog Tompte weiter nach Österreich zum viertklassigen ASV Siegendorf. Für Siegendorf spielte er bis Saisonende 13 Mal in der Burgenlandliga, in denen er achtmal traf. Mit dem Klub stieg er zu Saisonende in die Regionalliga Ost auf. In der dritthöchsten Spielklasse erzielte er in der Saison 2022/23 in 26 Einsätzen 13 Tore, mit Siegendorf stieg er aber direkt wieder in die Landesliga ab. Tompte blieb der Ostliga aber erhalten, er wechselte zur Saison 2023/24 zum FC Marchfeld Donauauen.

### Nationalmannschaft
Tompte debütierte im März 2023 in der Qualifikation zum Afrika-Cup gegen Madagaskar für die zentralafrikanische Nationalmannschaft.